# Wrexham
Wrexham je město na severu Walesu ve Spojeném království a od roku 1996 centrum správní oblasti stejnojmenného městského hrabství.

## Historie
Lidská činnost v oblasti Wrexhamu se datuje do mezolitu. Na počátku střední doby bronzové se oblast stala centrem kovozpracujícího průmyslu. Město je sídlem fotbalového klubu Wrexham AFC založeného roku 1864. Několikrát se zde konal putovní festival National Eisteddfod. V roce 2011 zde žilo 61 603 obyvatel. Nachází se zde Kostel svatého Jiljí ze čtrnáctého století (v patnáctém byl přestavěn).